# Airsoft
Airsoft (ou Softair) é um jogo desportivo onde os jogadores participam de simulações de operações policiais, militares ou de mera recreação com armas de pressão que atiram projéteis plásticos não letais, utilizando-se frequentemente de tácticas militares. É praticado em ambientes fechados ou ao ar livre, frequentemente em áreas de grande extensão.

## Descrição
As armas estão em escala de 1:1 (ou às vezes mini ou '3/4'), podem ser de metal, plástico (ABS) e/ou madeira e disparam projecteis de 6 ou 8 mm que pesam entre 120-600 miligramas (conhecidas como BBs). De acordo com uma determinação do Exército Brasileiro, o calibre das armas Airsoft são limitados a 6 mm.
A propulsão da arma pode ser através de molas (springs), mecanismos eléctricos (AEG) ou gás comprimido (GBB) incluindo gás propano (ou green gas, que é propano adicionado com óleo lubrificante, como o silicone por exemplo), cápsulas de CO2, ar, gás refrigerante HFC134a e algumas armas podem funcionar a HPA (High Pressure Air) como algumas armas de Paintball.

## Airsoftno mundo

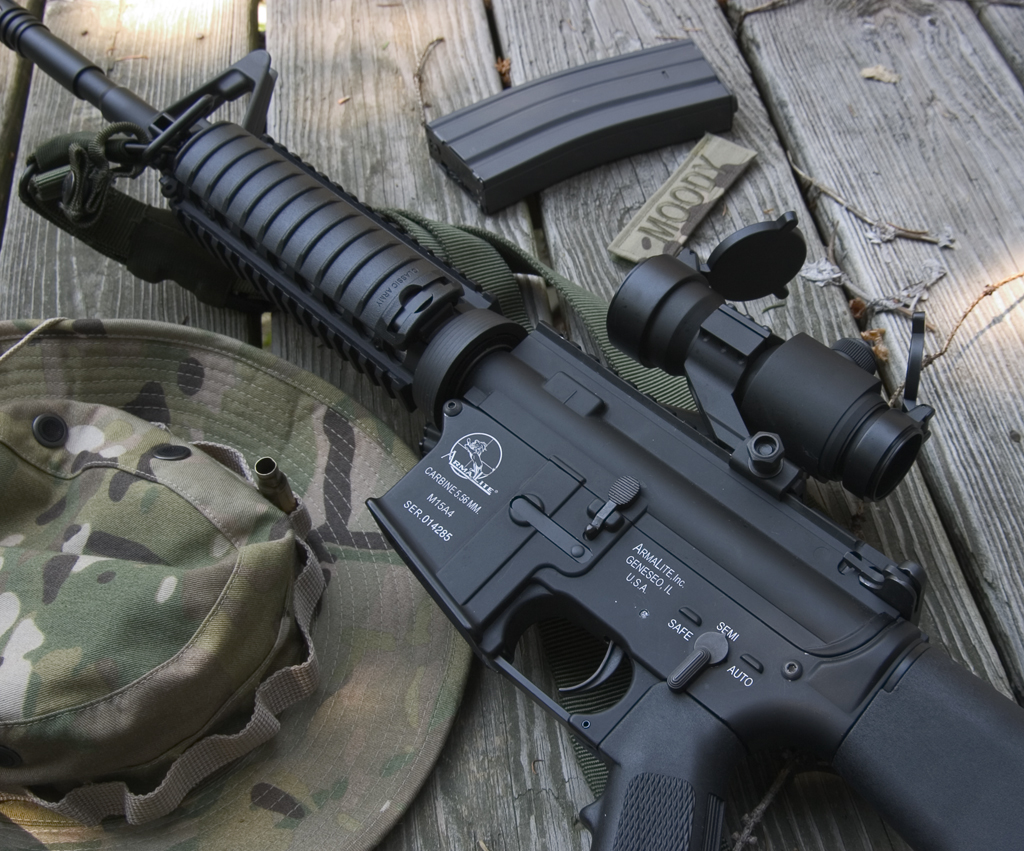
Colt M4A1 em versão para Airsoft

O jogo é bastante popular em vários países asiáticos, como o Japão, China, Taiwan, Coreia do Sul e Filipinas, onde armas reais são difíceis de obter devido a leis locais. Devido a isto, a maior parte das armas de Airsoft e acessórios são  fabricados nestes países.
Atualmente existe um crescente interesse no Ocidente, especialmente nos Estados Unidos, Canadá, Reino Unido, Alemanha, Suíça, França, Espanha, Finlândia, Itália e Bélgica.
Recentemente, alguns grupos praticantes desse esporte estão buscando a sua inserção na atividade conhecida como reconstituição histórica de batalhas e/ou missões militares mais recentes, como as da Segunda Guerra Mundial e da Guerra do Vietnã.

## Airsoftem Portugal
Em Portugal começou a praticar-se de forma mais efectiva desde finais dos anos noventa sofrendo uma forte expansão no início dos anos 2000. Para este facto muito contribuiu o pioneirismo das primeiras lojas portuguesas especialmente dedicadas à modalidade. Várias equipas fizeram história e contribuíram em grande escala para o desenvolvimento da modalidade em Portugal. Existem milhares de jogadores atualmente inscritos nas diversas APD's (Associação Promotora de Desporto), como obriga a lei, e um leque de novas equipas registadas no Sistema Nacional de Informação Desportiva (SNID).
Para se praticar Airsoft em Portugal, deverá estar associado a uma APD, as réplicas pintadas de cor fluorescente (amarela/vermelha) na ponta e na coronha, e sempre transportadas em malas devidamente condicionadas.

## Airsoftno Brasil

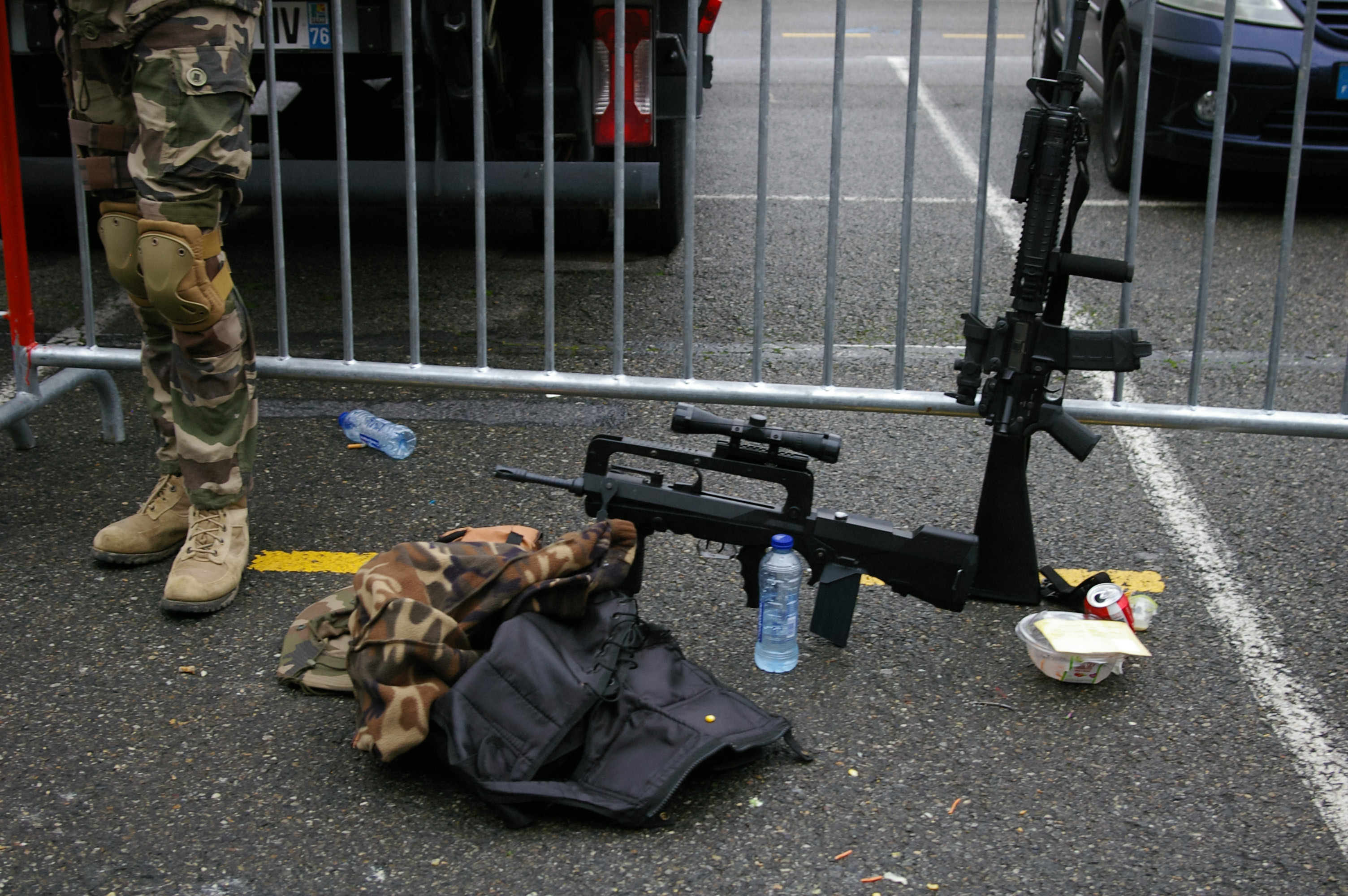
Modelos de airsoft dos fuzis FAMAS e M16A2 no centro de exposições de Toulouse, durante o Toulouse Game Show 2014 (TGS), na França.

No Brasil, o Airsoft começou a ser divulgado em 2003 pelo Portal Airsoft Brasil. Após diversas reuniões com a Diretoria de Fiscalização de Produtos Controlados, o Airsoft passou a ser conhecido pelo Órgão do Governo Brasileiro que regula os produtos considerados controlados no país (Exército Brasileiro). Esta reunião deu início a elaboração de diversas minutas que resultaram na edição da atual Portaria que oficialmente cita o nome Airsoft no Brasil. Sendo assim em Dezembro de 2007, foi lançada a PORTARIA Nº 006-D LOG, que regulamenta o uso dos equipamentos usadas na prática do esporte Airsoft.
Em fevereiro de 2010, o Exército Brasileiro publicou então a Portaria 002 Co-Log, que revogou a portaria anterior e passou a exigir que as armas de pressão de Airsoft tenham a extremidade pintada de laranja ou vermelho vivo para diferenciá-las das armas de fogo. Graças a portaria e ao aparecimento de lojas nacionais, a comunidade dos jogadores está cada vez mais ativa e crescente e o esporte tem sido mais divulgado o qual já conta atualmente com centenas de jogadores.
Tecnicamente, no Brasil, armas de Airsoft são classificadas pelo Exército como "armas de pressão" sejam elas por ação de mola ou ação de gás. A aquisição das armas pode ser feita por pessoa maior de 18 anos em lojas autorizadas pelo Exército. Para armas a gás exige-se, um registro adicional do comprador perante o Exército, chamado de "CR" (certificado de registro). Portanto, no Brasil não é correto chamar as armas de Airsoft de simulacros nem de marcadores, posto que simulacros não têm capacidade de tiro, e marcadores não possuem definição legal em lei. Em 05 de junho de 2017, a portaria nº 56 COLOG decreta o fim da obrigatoriedade de CR para aquisição de armas de pressão de gás (GBB).
A comunidade de jogadores é bastante ativa a grande maioria dos grupos exige que o jogador apresente nota fiscal de loja devidamente autorizada pelo Exército para poder jogar, inibindo assim o descaminho e importação ilegal de tais armas, prática que tornou possível o desenvolvimento sadio da modalidade, com a presença no País de diversas lojas regularizadas para a venda de armas de Airsoft, e insumos para os jogadores. Em praticamente uma década de atividades não se tem notícia de nenhum acidente mais grave entre jogadores no Brasil, sendo que a única recomendação obrigatória é o uso de óculos de proteção, embora alguns jogadores prefiram também usar máscaras para proteger toda a face.
A velocidade do disparo varia, tipicamente, de 200 até 600fps (pés por segundo), sendo que no Brasil é aplicado, comumente, o limite de 400fps com munição 0.20g. Os disparos nesta velocidade podem ser sentidos pelos jogadores mas não causam maiores danos. A dor é equivalente a um "beliscão", tipicamente menor que outras modalidades, como o também popular paintball. As esferas plásticas não possuem tinta em seu interior, sendo que a atividade é balizada pelo sistema de HONRA, sendo que cada jogador é responsável por se acusar quando atingido. Tal sistema tem funcionado muito bem no Brasil, especialmente devido ao fato de que somente maiores de idade participam dos jogos.
O usuário pode, alternativamente a aquisição no mercado nacional (cerca de 2x mais caro que comprar no exterior) ou importar seu próprio equipamento. Para tanto deve providenciar uma licença no Exército (CII), que custa R$ 35,00 e demora entre 1 a 3 meses para ser deferida. Sem tal autorização a importação é ilegal, impedindo o jogador de participar dos jogos e, adicionalmente, podendo causar problemas legais como a retenção e destruição do equipamento, além de processo administrativo perante o Exército e também processo judicial caso ocorra o descaminho (não pagamento de tributos).
Nos últimos anos alguns Estados brasileiros procuraram reconhecer o esporte, através de Projetos de Leis estaduais, alguns tiveram sucesso, como os Estados de Pernambuco, Ceará e Rio de Janeiro, no ultimo caso, com amplo debate entre os praticantes, responsável em realizar a primeira Audiência Pública estadual sobre a temática, sendo aprovado o Projeto de Lei 852/2015, de autoria da Deputada Estadual Martha Rocha - PDT/RJ que reconhece o paintball e o Airsoft como desporto, e regulamenta suas práticas e seus equipamentos no Estado do Rio de Janeiro. 
Atualmente o Projeto de Lei 4546/2012 visa regular tanto o Airsoft quanto ao paintball no Brasil, estando tal projeto em deliberação no Congresso Nacional. Com a aprovação de tal lei várias lacunas serão preenchidas e o controle das atividades será aperfeiçoado, dando maior segurança jurídica a todos os esportistas, sendo este um desejo antigo dos praticantes das atividades.
No inicio da legislatura de 2019, o Airsoft novamente se encontra em voga no país, através do Projeto de Lei n° 1444/19 de autoria da Deputada Federal Major Fabiana - PSL/RJ, que propõe que as armas de pressão sejam recepcionadas no Código Penal Brasileiro, modificando o art. 155 do Código Penal Brasileiro. Atualmente, o Projeto de Lei se encontra em uma das Comissões especializadas da Câmara dos Deputados. 

### O Papel do Portal CombatGame na Comunidade de Airsoft[16]
O CombatGame é um portal brasileiro dedicado ao airsoft, oferecendo informações sobre equipamentos, técnicas de jogo, campos de batalha e eventos do setor. Criado com o objetivo de fomentar a prática do esporte no Brasil, o site fornece guias detalhados para iniciantes e conteúdos especializados para jogadores experientes.
Além de artigos sobre regras e regulamentação, o portal também cobre torneios, táticas avançadas e análises de réplicas, servindo como um ponto de referência para a comunidade de airsoft. O CombatGame também atua na divulgação de eventos nacionais e internacionais, contribuindo para a expansão do esporte no país.
Em 2025, o CombatGame iniciou um abaixo-assinado com o objetivo de reconhecer oficialmente o airsoft como uma modalidade esportiva na cidade de Curitiba. A iniciativa busca regulamentar e incentivar a prática do esporte na região, garantindo maior visibilidade e apoio para os jogadores e organizadores de eventos.
Para mais informações, acesse: CombatGame.

### Debate no Senado
Em novembro de 2016, uma Ideia Legislativa enviada por um cidadão de São Paulo para o Portal e-Cidadania do Senado Federal pedia a regulamentação para marcadores de Airsoft e dispensa do certificado de registro.
Após atingir 20 mil apoios de outros internautas, a ideia foi encaminhada para a Comissão de Direitos Humanos e Legislação Participativa. Em junho de 2017, a Comissão aprovou o relatório do Senador Paulo Rocha (PT/PA) pela rejeição da Sugestão Legislativa n° 8 de 2017.